# Vižina
Vižina (en allemand : Wischina) est une commune du district de Beroun, dans la région de Bohême-Centrale, en République tchèque. Sa population s'élevait à 271 habitants en 2020.

## Géographie
Vižina se trouve à 6 km au nord-est de Hostomice, à 13 km au sud de Beroun et à 31 km au sud-ouest de Prague.
La commune est limitée par Všeradice au nord, par Podbrdy à l'est, par Dobříš au sud-est, par Velký Chlumec au sud-ouest, et par Skřipel à l'ouest.

## Histoire
La première mention écrite de la localité date de 1405.